# Creampie
 (avril 2015).
Si vous disposez d'ouvrages ou d'articles de référence ou si vous connaissez des sites web de qualité traitant du thème abordé ici, merci de compléter l'article en donnant les références utiles à sa vérifiabilité et en les liant à la section « Notes et références ».
Creampie (littéralement « tarte à la crème ») est un terme anglophone utilisé dans le jargon pornographique comme synonyme d'« éjaculation interne » pour désigner un écoulement de sperme depuis l'orifice d'une personne après un rapport sexuel non protégé.

## Description

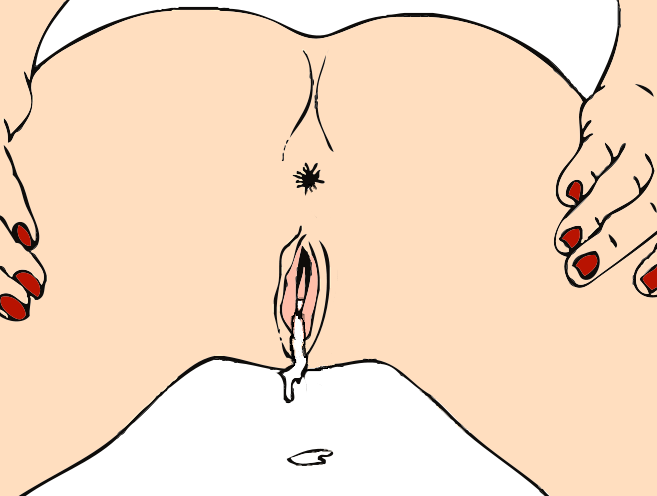
Illustration représentant une creampie depuis une vulve.

Cette pratique consiste à avoir un rapport sexuel où l'intervenant masculin ne porte pas de préservatif. Pendant l'orgasme, l'homme ne se retire pas. Il éjacule dans le corps du partenaire, puis se retire. Le sperme coule ensuite à l'extérieur de la vulve, de l'anus ou de la bouche du partenaire.
Dans le cas d'une éjaculation interne anale, l'expulsion de sperme porte également le nom de cum fart (« pet de sperme ») ou cum farting (« action de péter du sperme »).

## Risques
La pratique du creampie comporte tous les risques de transmission d'IST, puisque nécessitant un rapport non protégé, et de grossesse si 
au moins l'un des deux partenaires n'est pas convenablement protégé.

## Chansons
Plusieurs chansons font référence à cette pratique dans leurs paroles :
- Bad and Boujee (2016) par Migos et Lil Uzi Vert (qui évoque uniquement le creampie anal)
- Love Galore (2017) par Travis Scott et SZA